# Ricky Jay

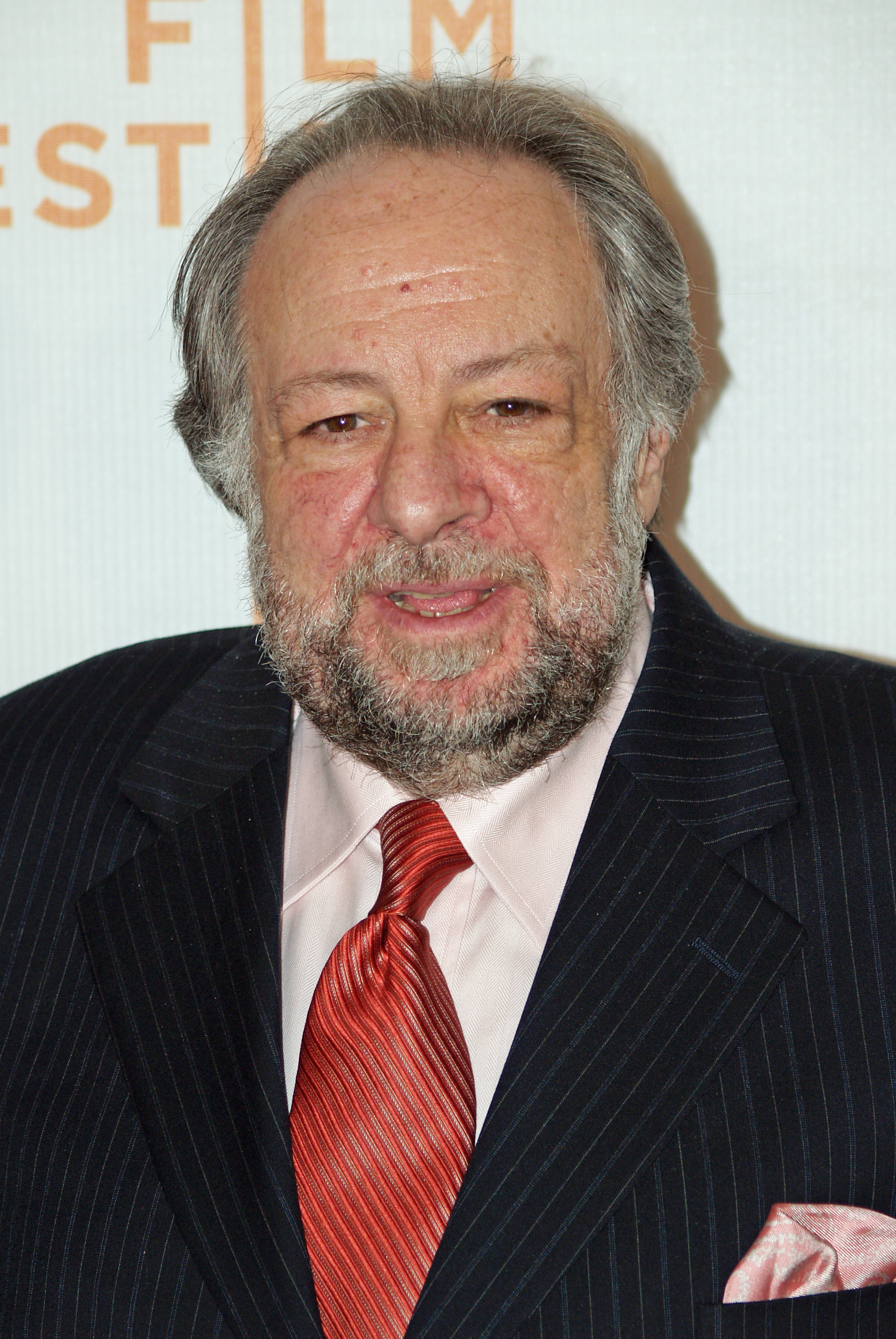
Ricky Jay (2008)

Ricky Jay (* 26. Juni 1946 als Richard Jay Potash in New York City; † 24. November 2018 in Los Angeles) war ein amerikanischer Zauberkünstler, Schauspieler und Autor sowie Experte für die Geschichte der Zauberkunst und Freak-Show-Attraktionen.

## Leben
Jay wurde 1946 im New Yorker Stadtteil Brooklyn geboren und als Zauberkünstler auf den Gebieten der Kartenkunst, des Falschspiels, des Kartenwerfens, der Closeup- und der Mentalmagie bekannt. Außerdem arbeitete er als Berater und Schauspieler. Der Dramatiker und Regisseur David Mamet inszenierte zwei seiner Liveshows (Ricky Jay and His 52 Assistants und On the Stem) und besetzte ihn auch in vielen seiner Filme. Jay arbeitete auch mit anderen Independent-Regisseuren wie beispielsweise Paul Thomas Anderson und Gus Van Sant. Er wurde häufig in Filmen besetzt, die mit Trickbetrug oder Zauberei zu tun haben. Eine seiner bekanntesten Rollen war die des Handlangers Henry Gupta in Der Morgen stirbt nie. Die Szenen, in denen er seinen Kartenwurftrick anwendet, sind allerdings nicht in der endgültigen Kinofassung des Films enthalten. Sein Schaffen als Film- und Fernsehschauspieler umfasst annähernd 40 Produktionen.
Jay war an einer Beratungsfirma für Trickrequisiten beteiligt, die u. a. an Forrest Gump mitwirkte. Er fungierte jahrelang als Kurator der auf den amerikanischen Magier John Mulholland zurückgehenden Mulholland Library of Conjuring and Allied Arts, bis sie 1991 von David Copperfield aufgekauft wurde. Er ist Mitbegründer der Conference on Magic History, wirkte an Dokumentationen über Zauberkunst mit und produzierte entsprechende Beiträge für Radioshows.
Jay hielt lange Zeit den im Guinness-Buch der Rekorde aufgeführten Weltrekord im Kartenwerfen. Mit entsprechender Wurftechnik war es ihm möglich, mit Spielkarten u. a. die Schale von Wassermelonen zu durchdringen. Selbstironisch lautet daher der Titel seines entsprechenden Buches Cards as Weapons („Karten als Waffen“). Er starb im November 2018 im Alter von 72 Jahren  in Los Angeles.

## Filmografie (Auswahl)
- 1982: A Midsummer Night’s Dream (TV) – Regie: Emile Ardolino
- 1987: Haus der Spiele (House of Games) – Regie: David Mamet
- 1988: Things Change – Mehr Glück als Verstand (Things Change) – Regie: David Mamet
- 1991: Homicide – Mordkommission (Homicide) – Regie: David Mamet
- 1995: Die Abenteuer eines Sommers (The Ranger, the Cook and a Hole in the Sky; TV) – Regie: John Kent Harrison
- 1997: Die unsichtbare Falle (The Spanish Prisoner) – Regie: David Mamet
- 1997: Boogie Nights – Regie: Paul Thomas Anderson
- 1997: Der Morgen stirbt nie (Tomorrow Never Dies) – Regie: Roger Spottiswoode
- 1999: Magnolia – Regie: Paul Thomas Anderson
- 1999: Mystery Men – Regie: Kinka Usher
- 2000: Akte X – Folge 7X08: Der unglaubliche Maleeni (TV) – Regie: Thomas J. Wright
- 2000: State and Main – Regie: David Mamet
- 2001: Heist – Der letzte Coup (Heist) – Regie: David Mamet
- 2001: Heartbreakers – Regie: David Mirkin
- 2003: MythBusters – Die Wissensjäger (MythBusters; TV)
- 2004: Deadwood (TV)
- 2004: Incident at Loch Ness – Regie: Zak Penn
- 2005: Last Days – Regie: Gus Van Sant
- 2006: Prestige – Die Meister der Magie (The Prestige) – Regie: Christopher Nolan
- 2006–2007: Kidnapped – 13 Tage Hoffnung (Kidnapped)
- 2007: The Unit – Eine Frage der Ehre (The Unit; TV)
- 2008: Der große Buck Howard (The Great Buck Howard) – Regie: Sean McGinly
- 2008: Redbelt – Regie: David Mamet
- 2008: Brothers Bloom (The Brothers Bloom) – Regie: Rian Johnson
- 2009–2010: FlashForward (Fernsehserie, 3 Folgen)
- 2014: Getting On – Fiese alte Knochen (Fernsehserie, 1 Folge)
- 2015: The Automatic Hate
- 2019: Sneaky Pete (Fernsehserie, 7 Folgen)

Dokumentarfilme:
- 1996: Ricky Jay and His 52 Assistants – Regie: David Mamet
- 1996: Hustlers, Hoaxsters, Pranksters, Jokesters and Ricky Jay – Regie: Rex Bloomstein
- 2012: Deceptive Practice: The Mysteries and Mentors of Ricky Jay – Regie: Molly Bernstein

## Bibliographie
- Cards As Weapons. New York 1977. ISBN 0-88201-017-4, (Reprintausgabe: New York 1988. ISBN 0-446-38756-8)
- Sauschlau & feuerfest: Menschen, Tiere, Sensationen des Showbusiness, Steinfresser, Feuerkönige, Gedankenleser, Entfesselungskünstler und andere Teufelskerle. Edition Volker Huber, Offenbach 1988, ISBN 3-921785-50-2.
- Many Mysteries Unraveled, or, Conjuring Literature in America, 1786–1874. Worcester 1990, ISBN 0-944026-22-2, (mit Georgia Brady Barnhill und Sally Levinson).
- Jay's Journal of Anomalies: Conjurers, Cheats, Hustlers, Hoaxsters, Pranksters, Jokesters, Impostors, Pretenders, Sideshow Showmen, Armless Calligraphers, Mechanical Marvels, Popular Entertainments. New York 2001, ISBN 0-374-17867-4, (Paperback: New York 2003, ISBN 1-59372-000-9).
- Dice: Deception, Fate & Rotten Luck. New York 2002, ISBN 0-9714548-1-7, (Paperback: ISBN 1-59372-002-5).
- Extraordinary Exhibitions: The Wonderful Remains of an Enormous Head, The Whimsiphusicon & Death to the Savage Unitarians. New York 2005. ISBN 1-59372-012-2.
- Matthias Buchinger: The Greatest German Living. New York 2016. ISBN 978-1-938221-12-5.